# Peter Jürgensen
Peter Jürgensen (* 16. Dezember 1873 in Dellstedt, Dithmarschen; † 5. Februar 1954 in Freiburg im Breisgau) war ein deutscher Architekt, der zahlreiche Kirchen- und Profanbauten in Berlin und anderen Städten Deutschlands verwirklichte.

## Leben
Jürgensens Vater war der Zimmermeister und Mühlenbauer Jürgen Jürgensen (1824–1905). Nach der Volksschule machte Peter Jürgensen eine Zimmerlehre, anschließend studierte er Architektur an der Baugewerkschule Eckernförde, und von 1893 bis etwa 1900 an der Technischen Hochschule (Berlin-)Charlottenburg, dort unter anderem bei Johannes Vollmer.
Nach ersten Erfahrungen im Büro des Architekten Jürgen Kröger gründete Jürgensen zusammen mit Jürgen Bachmann 1903 die Sozietät Jürgensen und Bachmann mit Bürositz in Berlin-Charlottenburg. Die Architekten beteiligten sich erfolgreich an Wettbewerben und belegten meist vordere Plätze; sie konnten ihre Entwürfe anschließend auch selbst umsetzen. In der Zeit großer Aufträge arbeiteten in ihrem Büro auch andere, später mit eigenen Bauten bekannt gewordene Architekten wie Gustav Wilhelm Berringer.
Jürgensen errichtete als Wohnsitz für seine Familie und als Geschäftsgebäude für sein Architekturbüro 1911–1914 in Berlin-Charlottenburg, Kastanienallee 22, ein eigenes, fünfgeschossiges Wohn- und Geschäftshaus. Jugendstilelemente und Einflüsse der frühen Moderne bestimmen das Haus unter anderen mit Kastendoppelfenstern, Balkons mit Balustraden und einem Portalvorbau aus Sandstein sowie einem Sandsteinrelief Mutter und Kind. Ein kleines Giebelrelief mit Schleswig-Holstein-Wappen diente als Referenz auf den Geburtsort des Architekten. Im Inneren gab es Wohnungen nach dem damaligen Geist der Kaiserzeit mit relativ geräumigen Zimmern, einem Fahrstuhl und sogar einem Weinkeller, zur Hofseite hin wurden Terrassen angebaut.
Die Zusammenarbeit mit Bachmann wurde 1918 beendet, danach arbeitete Jürgensen mit einem eigenen Büro in Berlin weiter, bei größeren Aufträgen gelegentlich auch mit anderen Architekten.

## Werk

### Entwürfe
- 1903: Wettbewerbsentwurf für die Handelshochschule Köln (2. Preis)[7]
- 1904: Entwurf für einen Museumsbau in Bergedorf[8]
- 1908: Wettbewerbsentwurf für die Pauluskirche in Breslau (2. Preis)[7]
- 1909: Wettbewerbsentwurf für die Anscharkirche in Neumünster (1. Preis, jedoch nicht ausgeführt)
- 1912: Entwürfe für ein Operngebäude in Berlin
- 1913: Wettbewerbsentwurf für ein Rathaus mit Saalbau in Bochum (3. Preis)
- 1915: Wettbewerbsentwurf für ein Verwaltungsgebäude der Reichsversicherungsanstalt für Angestellte in Berlin-Wilmersdorf (1. Preis)[7]
- 1920: Wettbewerbsentwurf für einen Museumsbau mit Platzgestaltung in Dresden (zusammen mit den Architekten R. Röhlk und C. Pönitz; 3. Preis)[9]
- 1930/1931: Wettbewerbsentwurf für die Johanneskirche in Berlin-Frohnau[7]

### Bauten

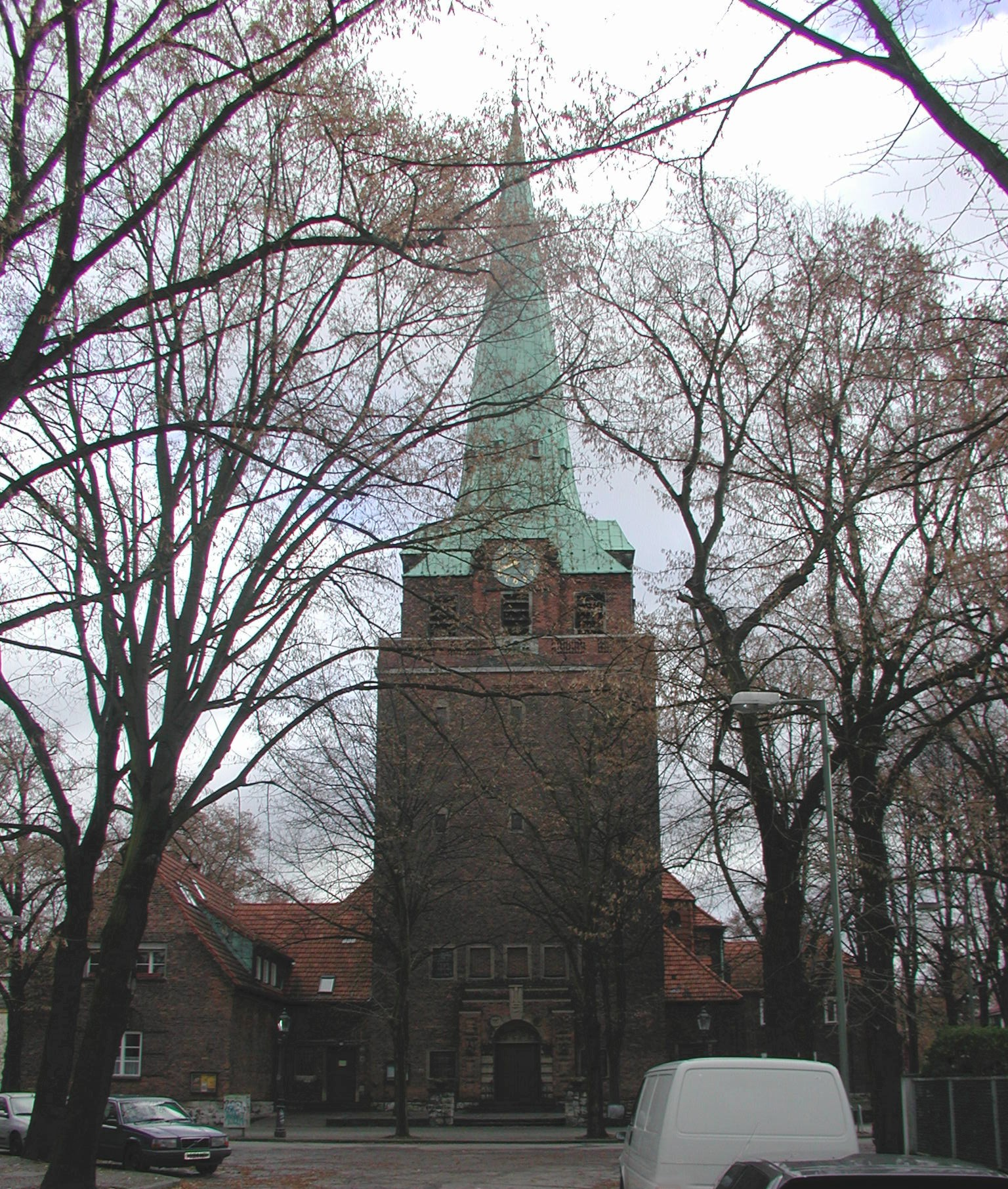
Kirche in Berlin-Karlshorst

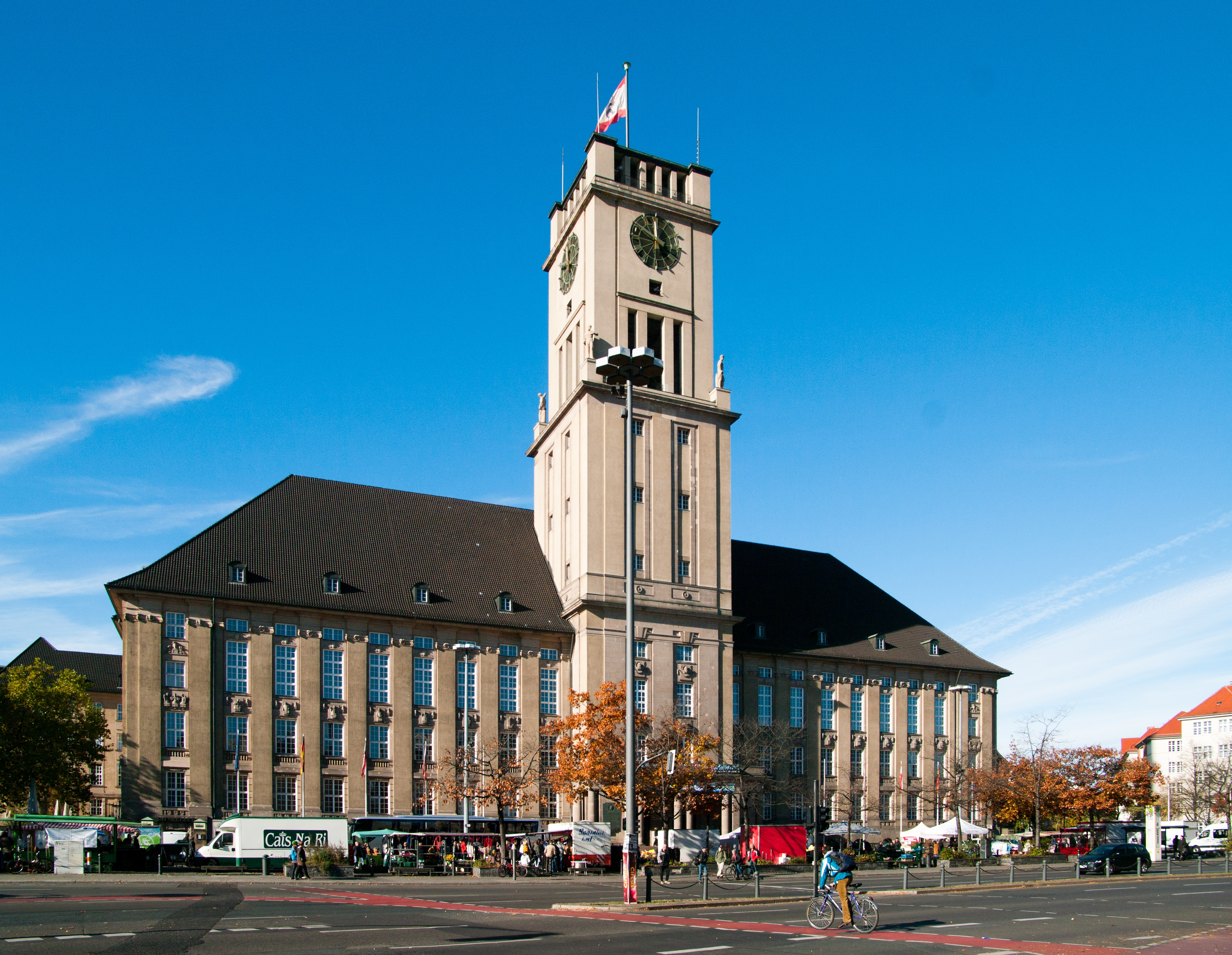
Rathaus Schöneberg

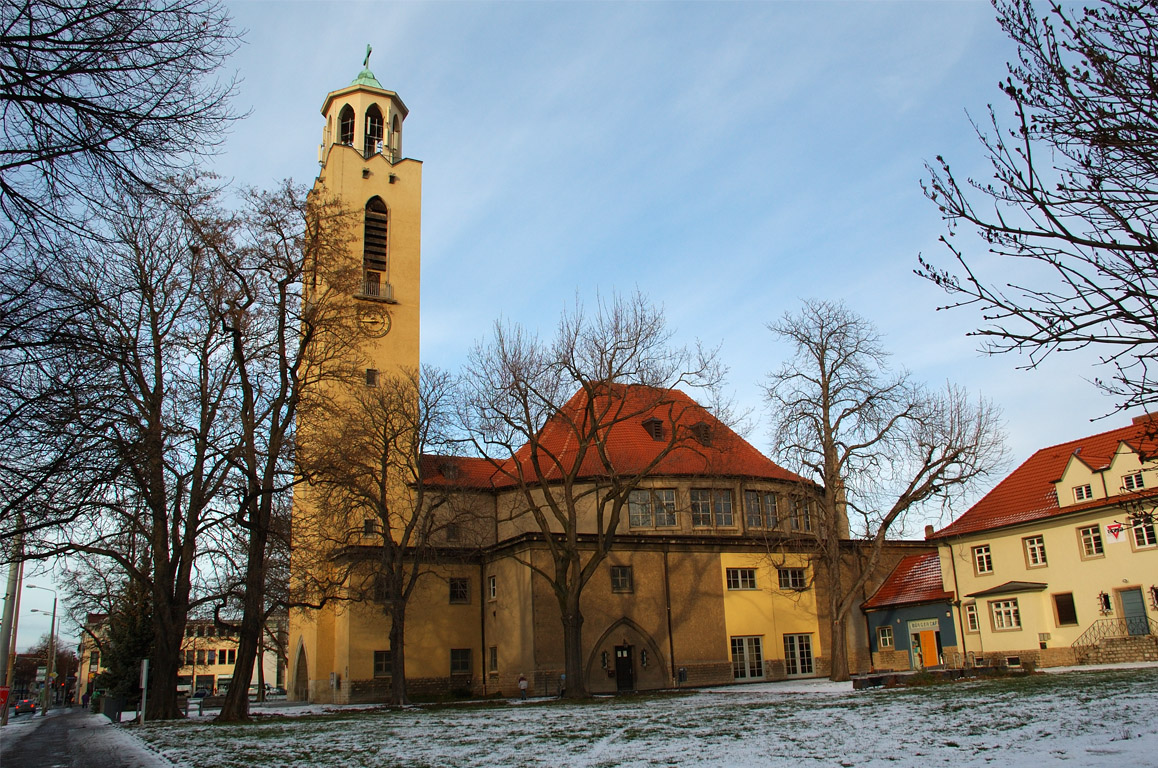
Lutherkirche in Erfurt

- 1905: Umbau eines Wohn- und Geschäftshauses in Berlin-Friedrichshagen[10]
- 1905: Gymnasium in Berlin-Friedrichshagen (heutige Wilhelm-Bölsche-Schule)[11][12]
- 1906–1907: Synagoge Friedberger Anlage der Israelitischen Austrittsgemeinde in Frankfurt am Main (mit 1600 Sitzplätzen, 1938 in der Reichspogromnacht zerstört)[13][14][15]
- um 1908: Herrenhaus auf Gut Groß Rambin, Pommern[16][17]
- 1908: Villa Holm auf der Westlichen Höhe, privates dreigeschossiges Wohnhaus für Johann Holm in Flensburg[7]
- 1908: Evangelische Kirche in Hamburg-Stellingen (im Krieg zerstört und 1951–53 durch Neubau ersetzt)[18]
- 1908–1909: St.-Petri-Kirche in Flensburg
- um 1908: jüdisches Altersheim in Buckow[19][20]
- 1909–1910: Waldkapelle Zum anklopfenden Christus in Hessenwinkel bei Berlin[21]
- 1909–1910: St.-Gertrud-Kirche in Lübeck
- 1910: Kirche Zur frohen Botschaft in Berlin-Karlshorst
- 1910–1911: Restaurationsgebäude im Zoologischen Garten Berlin mit repräsentativen Fest- und Speisesälen (Ausgestaltung der Wand-, Säulen- und Treppenverkleidungen in Majolika erfolgte durch John Martens; zerstört)[22]
- 1910–1911: Kapelle auf dem Friedhof am Friedenshügel in Flensburg (im barocken Heimatschutzstil mit mächtigem Mansarddach und bekrönender Laterne)[23]
- 1911: Taborkirche in Berlin-Wilhelmshagen[24][25]
- 1911–1914: Rathaus Schöneberg (Bauschmuck innen von John Martens, außen von Ludwig Isenbeck und Johannes Hinrichsen)
- 1912: Markuskirche in Berlin-Steglitz[19][24]
- um 1921: Ausstellungshalle in Frankfurt am Main[7]
- 1925–1927: Lutherkirche in Erfurt
- 1926: Filmatelier der Europäischen Film-Allianz in Berlin-Halensee (monumentale Fassade; im Zweiten Weltkrieg zerstört)[7]

Außerdem entstanden zwischen 1908 und 1939 zahlreiche heute unter Denkmalschutz stehende Wohnbauten in verschiedenen Berliner Stadtteilen: Grabenstraße 11 in Lichterfelde (1908/1909), Kufsteiner Straße 17–19 (1926/1927), Reichsstraße 78–80 (1924/1927), Rubensstraße / Kauschstraße / Peter-Vischer-Straße (1928/1929) Nassauische Straße 41–44 (1929–1931), Eichenallee 38 (1936), Nimrodstraße 91 (1937–1939). Ebenso umfasst das Werk Schulbauten in Emden, in Sonderburg und in Rendsburg.